# إيمرسون سميث (متزحلق حر)
إيمرسون سميث (بالإنجليزية: Emerson Smith)‏ هو متزحلق حر أمريكي، ولد في 13 فبراير 1997.

## وصلات خارجية
- إيمرسون سميث على موقع الاتحاد الدولي للتزلج (التزلج الحر) (الإنجليزية)
- إيمرسون سميث على موقع أوليمبيديا (الإنجليزية)